# Judith Arndt
Judith Arndt (nascida em 23 de julho de 1976) é uma ciclista profissional alemã da equipe de ciclismo GreenEDGE-AIS. Arndt conquistou a medalha de bronze na prova de perseguição individual feminino nos Jogos Olímpicos de Atlanta 1996, quando tinha 20 anos de idade. Em 2004, venceu o Campeonato Mundial de Ciclismo em Estrada e ficou em segundo lugar na prova de estrada olímpica.

## Carreira
Arndt venceu o campeonato nacional de perseguição individual em quatro ocasiões e bronze olímpico na mesma competição. No entanto, uma infecção viral durante os Jogos Olímpicos de 2000 - causando um resultado decepcionante - marcou a inflexão em sua carreira. Em dois anos terminou em terceiro lugar na Grande Boucle (às vezes referido como o "Tour feminino da França") em 2003, venceu duas vezes o Tour de l'Aude (2002 e 2003), e acrescentou uma medalha de prata na estrada contrarrelógio no Campeonato Mundial de 2003, em Hamilton, Ontário.
Nos Jogos Olímpicos de 2012 em Londres, na Grã-Bretanha, competiu no ciclismo de estrada feminino e conquistou a medalha de prata no contrarrelógio individual. Também competiu na pista em perseguição por equipes feminino para a equipe nacional.